# 酮醇缩合
酮醇缩合是发生在两个酯之间的还原偶联反应，在金属钠的作用下，生成α-羟基酮，也被叫做酮醇。
当R基团是脂肪烃或惰性基团时，反应进行良好。该反应使用高沸点非质子溶剂，例如苯或甲苯。（在布沃-布朗还原中使用的是质子溶剂） 

## 反应机理
反应机理如下图所示：
反应首先是酯在惰性溶剂中与钠反应，生成自由基负离子。两分子自由基负离子发生偶联，生成二负离子。两个R'O-基团离去后形成二酮。二酮与钠再一次反应生成二负离子，与水反应后生成最终产物。

## 应用

### 生成环芬
偶姻缩合是制备[n]环芬的标准方法，特别是n≥9时：

## 变化

### Rühlmann方法
1971年，Rühlmann使用氯化三甲基硅烷作为抑制剂，副反应被有效的减少，产率上升。中间体硅醚被水解切断，生成最终产物酮醇。在某些试验中，化学家也会使用甲醇作为更温和的切断试剂。
通常，溶剂为甲苯、二氧杂环己烷，四氢呋喃或非环状烷基醚。N-甲基吗啉也被用来作为溶剂，能使一些在其他条件下不能进行的反应发生。